# Club FM
Club FM ist ein privater Hörfunksender aus Tirana, der Hauptstadt Albaniens. Gesendet wird 24 Stunden am Tag auf Albanisch. Das Programm besteht zum größten Teil aus Musik und kurzen Informationen. Das Radioprogramm ist terrestrisch in Tirana (100,4 UKW) und weltweit über Internet zu empfangen.